# Skoczomyszki
Skoczomyszki (Zapodidae) – rodzina ssaków z infrarzędu myszokształtnych (Myomorphi) w rzędzie gryzoni (Rodentia). 

## Zasięg występowania
Rodzina obejmuje gatunki występujące na terenie Azji (Eozapus) i Ameryki Północnej (Eozapus oraz Zapus).

## Systematyka
Takson tradycyjnie włączany do rodziny Dipodidae w randze podrodziny, jednak dane molekularne wspierają odrębność tego taksonu. Do rodziny skoczkomyszek zalicza się następujące występujące współcześnie rodzaje:
- Eozapus Preble, 1899 – myszoskok – jedynym żyjącym współcześnie przedstawicielem jest Eozapus setchuanus (Pousargues, 1896) – myszoskok górski
- Zapus Coues, 1875 – skoczomyszka
- Napaeozapus Preble, 1899 – skoczomysz

Opisano również rodzaje wymarłe:
- Javazapus Martin, 1989[8] – jedynym przedstawicielem był Javazapus weeksi Martin, 1989
- Pliozapus R.W. Wilson, 1936[9] – jedynym przedstawicielem był Pliozapus solus R.W. Wilson, 1936
- Sinozapus Qiu Zhuding & Storch, 2000[10]
- Sminthozapus Sulimski, 1962[11] – jedynym przedstawicielem był Sminthozapus janossyi Sulimski, 1962